# Tomas N’evergreen
Tomas N’evergreen, właśc. Tomas Christiansen (ur. 12 listopada 1969 w Aarhus) – duński piosenkarz, reprezentant Danii (z Christiną Chanée) w 55. Konkursie Piosenki Eurowizji (2010).

## Kariera
Na szóstym roku studiów założył swój pierwszy zespół muzyczny. W 2001 wydał debiutancki solowy album studyjny, zatytułowany po prostu N’evergreen. W 2003 wydał utwór „Every Time I See Your Smile”, z którym dotarł do pierwszego miejsca na listach przebojów w Rosji i Ukrainie. W tym samym roku przeprowadził się do Moskwy, by rozwijać karierę muzyczną. W tym czasie wydał singiel „Since You’ve Been Gone”, który stał się przebojem w Rosji. W tym samym roku wydał w Rosji album pt. Since You’ve Been Gone.
W marcu 2009 z utworem „One More Try” zajął 11. miejsce w finale rosyjskich eliminacjach do 54. Konkursu Piosenki Eurowizji. W lutym 2010 z utworem „In the Moment Like This”, nagranym z Christiną Chanée, zwyciężył w finale programu Dansk Melodi Grand Prix, dzięki czemu reprezentował Danię w 55. Konkursie Piosenki Eurowizji w Oslo. 29 maja duet zajął czwarte miejsce w finale Eurowizji 2010. Wspólnie wydali też album  pt. In the Moment Like This.
Na początku 2011 nawiązał współpracę z Kristiną Orbakaitė, z którą nagrał utwór „Something About Secrets”. Pod koniec 2012 nagrał piosenkę „Aj aj aj” w duecie z Leonidem Agutinem.

## Dyskografia
Albumy studyjne
- N’evergreen (2001)
- Since You’ve Been Gone (2003)
- In the Moment Like This (2010; z Christiną Chanée)